# Lo! The Poor Indian
Lo! The Poor Indian è un cortometraggio muto del 1914 diretto da C.J. Williams.

## Produzione
Il film fu prodotto dalla Edison Company.

## Distribuzione
Distribuito dalla General Film Company, il film - un cortometraggio in una bobina - uscì nelle sale cinematografiche degli Stati Uniti il 15 aprile 1914.